# 흄역

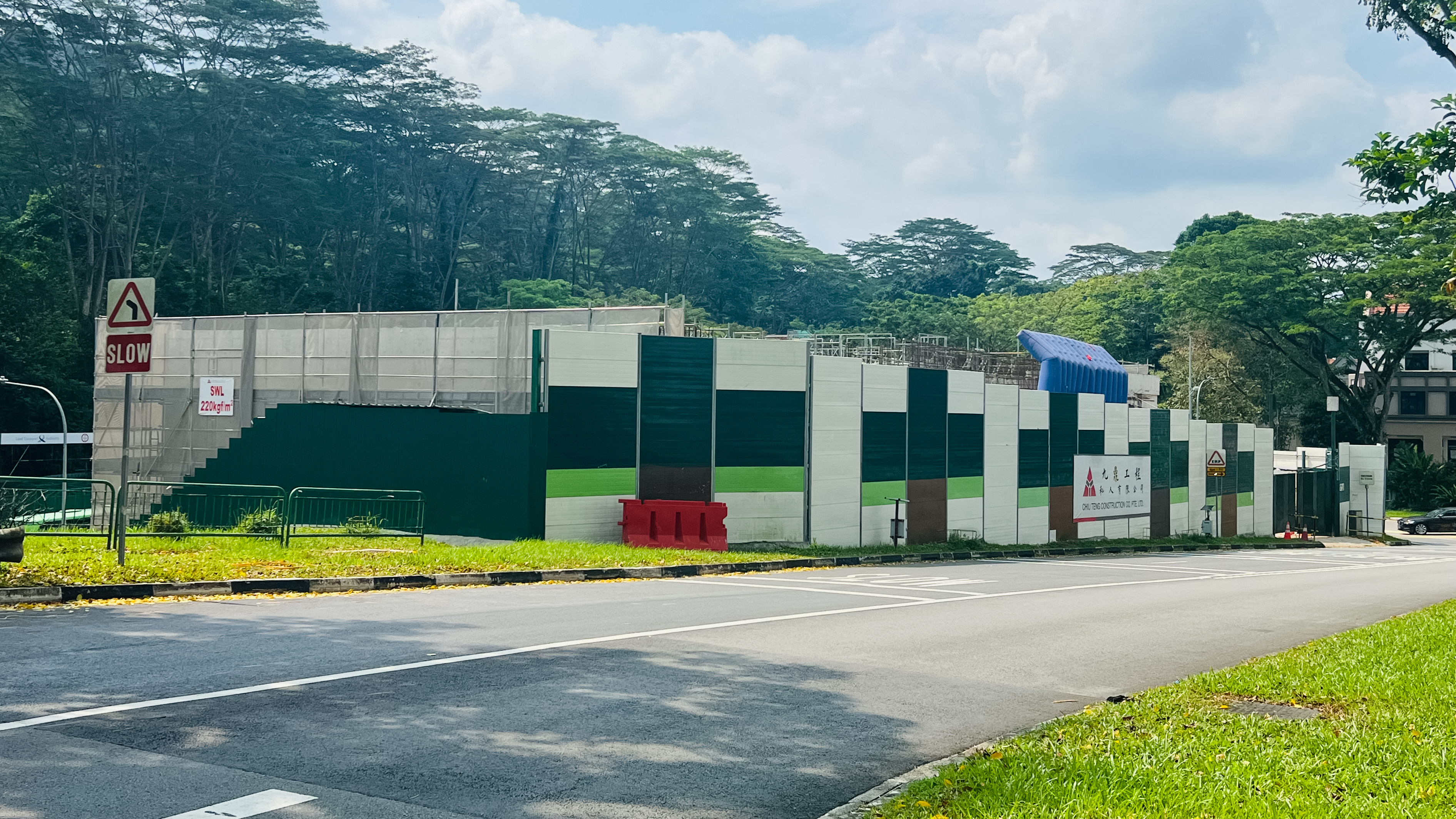
흄역 건설 현장

흄역(Hume MRT station)은 싱가포르 부킷 바톡의 힐뷰 계획 하위 구역에 있는 흄 애비뉴와 어퍼 부킷 티마 로드의 교차점을 따라 위치한 미래의 지하 대중교통 역이다. 이는 충전소이며 부킷 티마 힐, 부킷 티마 자연 보호구역, 이전 부킷 티마 소방서, 푸용 에스테이트 및 이전 포드 공장 등 여러 부킷 티마 유적지 근처에 위치하게 된다. 이 역에는 두 개의 플랫폼이 있으며 다운타운 라인의 뷰티월드역과 힐뷰역 사이에 위치하게 된다.
이 새로운 역은 2025년까지 개통될 예정이지만, 로우옌링(Low Yen Ling) 의원은 건설 작업이 2020년 4분기에 시작될 수 있다고 언급했으며, 베테랑 MRT 계약자는 운영 서비스를 위해 역을 개조하는 데 "1~1.5년"이 걸릴 수 있다고 주장했다. 역 건설은 2021년 2월 28일에 시작되었다.